# Thioridazin
Thioridazin ist ein als Sedativum und Antipsychotikum eingesetzter Arzneistoff aus der Gruppe der
Neuroleptika.
Die chemische Verbindung gehört zu den Phenothiazinen und wird in Form des Racemats verwendet.

## Pharmakologische Eigenschaften
Thioridazin zeigt eine starke Blockade von
- α1-Adrenozeptoren

und jeweils eine mäßige Blockade von
- Dopamin-D2-
- Serotonin-5-HT2A-
- Histamin-H1-
- und muskarinischen M1-Acetylcholin-Rezeptoren.[4]

Wegen seiner schwachen neuroleptischen Potenz wurde es bevorzugt zur Sedierung angewandt.
Ein ähnliches Wirkspektrum wie Thioridazin besitzt Quetiapin.
Thioridazin wirkt zudem als FIASMA (funktioneller Hemmer der sauren Sphingomyelinase).

## Zulassung
Thioridazin wurde 1958 von Sandoz unter dem Handelsnamen Melleril in den Handel gebracht. Der Arzneistoff wird vorwiegend als besser wasserlösliches Hydrochlorid oder Tartrat eingesetzt.
Wegen QTc-Verlängerung (siehe QT-Syndrom) hatte der größte Hersteller Novartis Melleril in den USA und in Europa aus dem Handel genommen.
In Indien wurde Thioridazin neuerdings erfolgreich in mehreren kleinen Studien gegen extrem resistente Stämme von Mycobacterium tuberculosis (XDR-TB) eingesetzt. Größere klinische Studien sind geplant.

## Unerwünschte Wirkungen
Nebenwirkungen zeigen sich wie bei anderen Neuroleptika unter anderem durch anticholinerge Effekte.

## Handelsnamen
Mellaril, Mellaril-S (USA), Melleril, Melleretten (D, A, CH)